# セット糊製本

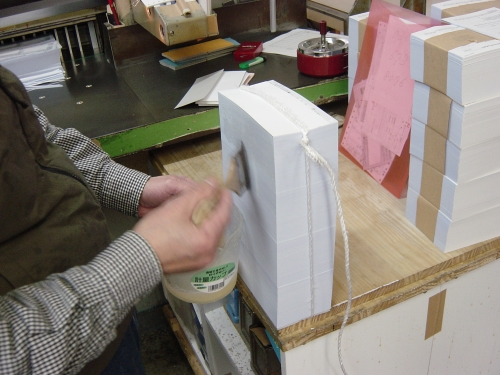
セット糊の糊付け作業の様子

セット糊製本（セットのりせいほん）主にノーカーボン紙を使った複写伝票の製本様式。専用の糊を使うことにより伝票丁合機による丁合、断裁機による断裁ののちセット糊を糊付けし、自然乾燥させると、複写伝票が1セットごとに自然に分離する。分冊する手間がかからず、大量の伝票を製本する場合に使われる。通常の手書きによる書き込み以外にもドットインパクト方式のプリンタで複写印字することも可能である。1セット当りの複写枚数や仕上がり寸法にもよるが、250-500set枚に帯び掛けをして完成する。

## 主なセット糊製本用資材メーカー
- 富士フイルム 感圧紙関連製品
- 王子製紙 ノーカーボン紙 KSコピー
- 日本製紙CCP®（ノーカーボン紙）
- 三菱製紙 情報用紙 ノーカーボン紙 三菱NCR紙スーパー